# Gaik (Boszczynek)
Gaik – część wsi Boszczynek w Polsce, położona w województwie świętokrzyskim, w powiecie kazimierskim, w gminie Skalbmierz.
W latach 1975–1998 Gaik administracyjnie należał do województwa kieleckiego.